# 林口亞昕福朋喜來登酒店
林口亞昕福朋喜來登酒店（英語：Four Points by Sheraton Linkou）位於新北市林口區，酒店由亞昕集團開發，委由萬豪國際旗下的福朋喜來登酒店經營管理。酒店共有165間客房、13間套房、1家酒吧、1家西餐廳，1家中餐廳和占地125坪的大宴會廳，於2018年12月11日正式開幕。
2022年10月，前NBA球員「魔獸」霍華德（Dwight Howard）正式加盟台灣T1職籃桃園永豐雲豹，選擇下榻林口亞昕福朋喜來登酒店。

## 大眾運輸

### 鐵路運輸
桃園捷運
- 機場線：林口站

## 爭議事件
2018年8月，萬豪國際酒店集團网站的国名改为中国台湾，并将旗帜改为五星红旗，此举违反了中华民国相关法律。亞昕福朋喜來登酒店發布聲明，表示酒店由總部直營管理，服務、設備乃至對外文宣都必須遵照國際品牌的規範，無法自行決定更改，但已經向集團總部反映引發的爭議。並說飯店正於試營運階段，也希望大家不要因為部分事件，「抹滅我們用心服務的努力」，同時WiFi連線畫面選單中已經沒有「中國台灣」選項。

## 外部連結
- 林口亞昕福朋喜來登酒店 （页面存档备份，存于）